# Aster fanjingshanicus
Aster fanjingshanicus là một loài thực vật có hoa trong họ Cúc. Loài này được Y.L.Chen & D.J.Liu mô tả khoa học đầu tiên năm 1988.